# Mallos mians
Mallos mians är en spindelart som först beskrevs av Chamberlin 1919.  Mallos mians ingår i släktet Mallos och familjen kardarspindlar. Inga underarter finns listade i Catalogue of Life.